# Eggenberg-kastély
A grazi Eggenberg-kastély (németül Schloss Eggenberg) Stájerország legjelentősebb barokk kastélya. Kitűnő állapotban megőrzött belső terei, kiterjedt, látványos parkja, az Universalmuseum Joanneum múzeum itt elhelyezett egyes gyűjteményei az Eggenberg kastélyt a legértékesebb osztrák kulturális emlékek közé emeli. 2010-ben Graz óvárosával együtt felkerült az UNESCO világörökségek listájára.

## Története
Első látásra a kastély 17. századi barokk palotának tűnik, azonban története sokkal korábbra nyúlik vissza. 
Balthasar Eggenberger vásárolta a nemesi birtokot 1460-ban Graz nyugati szélén. Az Eggenberg család egyszerű patrícius család volt az 1400-as években, Balthasar Eggenberger azonban III. Frigyes német-római császár bankára lett, birodalmi pénzverési joggal bírt. Ő építtette ezen a helyen a gótikus Szűz Mária-kápolnát, amelyet 1470. május 30-án szenteltek fel és amelybe egy gyönyörű oltárt is készíttetett. Ez a kápolna lett a későbbi építkezések középpontja. 
Az 1568-ban született Johann (Hans) Ulrich Eggenberg, Ferdinánd főherceg — a későbbi II. Ferdinánd császár — szolgálatába állott, a nemzetközi ügyekért felelt; politikai ellenfele Franciaországban ekkor Richelieu bíboros volt, XIII. Lajos főminisztere. Johann (Hans) Ulrich Eggenberg 1625-ben egész belső Ausztria helytartója lett. Ez a pozíció a császár utáni második leghatalmasabb emberré tette. II. Ferdinánd bizalmasaként és miniszterelnökként egy grandiózus palotát álmodott meg, amely az új pozícióját hivatott tükrözni. 1625-ben felkérte a milanói tervező, festő és építész Giovanni Pietro de Pomist egy új palota tervezésére, melyet a spanyol Escorial ihletett. Még ebben az évben elkezdték a kastélyt építeni a családi birtokon. 1631-ben bekövetkezett haláláig de Pomis saját maga felügyelte a palota építtetését. A munkát Laurenz van de Syppe folytatta; az épület 1635-36 között készült el, majd a díszítését 1646-ig fejezték be. 
A 16. századot és a 17. század elejét a misztikus természetfilozófia uralta.  Ez a fajta harmonikus természetfilozófia tükröződik vissza az Eggenberg-kastély építésében is. Az épület négy saroktornya a négy elemet ábrázolja, és a négy égtáj felé tájolták. 365 külső ablaka van, az év napjainak megfelelően. Emeletenként 31 szobát alakítottak ki, a leghosszabb hónapok napjainak megfelelően. A kastélyban 24 fényűző szobát találunk, ahány órából áll egy nap. Ennek a 24 szobának pontosan 52 ablaka van, mint a hetek száma az évben. A „bolygóteremben" 8 ablak nyílik (ennyi „bolygót" számláltak akkoriban, beleértve a Napot és a Holdat is). A díszteremben a hét minden napjának és az év 12 hónapjának szimbólumát is megtaláljuk. 

### Első átépítés
1666 elején Johann Seyfried von Eggenberg, Hans Ulrich unokája pompás barokk stílusban építtette át a kastélyt. A palota 1673-ban került ismét rivaldafénybe, amikor I. Lipót német-római császár ebben a kastélyban házasodott másodszorra, Habsburg–Tiroli Klaudia Felicitász grófnőt vette el. (Ez a házasság nem tartott sokáig, 3 évvel később a császárné meghalt, a szívét a bécsi kapucinusok templomának kriptájában helyezték el.)
Hans Adam Weissenkircher házi festőként 1678-tól dolgozott a kastélyon. A fő bálterem, a bolygóterem freskóit 1684-85-ben készítette. Hatszáznál is több mennyezetképet, stukkót használtak, melyek témája a klasszikus mitológia és a bibliai képek jellemző figurái. Az antik világkép a bolygókkal és az állatövi csillagjegyekkel szintén megjelent a bolygóteremben.

### Második átépítés
Az Eggenberg család férfi ágának kihalását követően a kastély félig elnéptelenedett. Az utolsó Eggenberg hercegnő férje, Johann Leopold Count Herberstein rendelte meg a kastély újbóli átfogó felújítását. 1754 és 1762 között rokokó stílusban épült újjá a palota, amellett, hogy a mennyezeti freskók majdnem változatlanul megmaradtak. A munkák a fali dekorációk megújítására, a fűtésrendszer átalakítására, a majolika kandallók beépítésre és számos bútor cseréjére korlátozódtak, de ekkor készíttették a gyönyörű csillárokat és gyertyatartókat is. Három szoba ebben az időben kapott a kor divatjának megfelelő kelet-ázsiai díszítést, kínai selyemmel díszített falakat kaptak. A stájer művész, Johann Anton Baptist Raunacher minden szobát más-más stílusnak szentelt. Ebben az időben alakították át a házi színházat is barokk házi kápolnává. 

### Harmadik átépítés
A harmadik nagy átalakulását a kastély a 19. században élte át, de ekkor csak a lakott részeket újították fel. A legnagyobb hangsúlyt a barokk kert teljes átalakítása kapta. Ennek megálmodója Jérôme Count Herberstein, a fanatikus kertimádó volt. Labirintusok, szökőkutak, keskeny ösvények jelentek meg a kastélyparkban: angol stílusú, romantikus tájképi kertté alakították a csúnyának talált barokk kertet. A 20. század elejétől azonban már nem foglalkoztattak kertészt, így vadregényessé vált a palotakert, majd később egy szimpla városi park vált belőle.
A kastély a Herberstein család birtokában maradt 1939-ig, amikor is állami kézre került épp a II. világháború előtt. Ausztria legrégebbi múzeumhálózata, az 1811-ben alapított Joanneum kezelésébe került. A világháború okozta károk helyreállítását követően 1953-ban nyílt meg a nagyközönség számára a kastély. 
1993-ban a Kulturális Örökség Hivatala gondozásában a kastélypark meglévő elemeit a romantika jegyében helyreállították, a többit pedig hasonló stílusban újratervezték. A Reggeliző Kert és a rózsadomb 2007-2008-ban készült el. A projekt keretében az Eggenberg kastélyban leltek új otthonra a grazi pávakert fehér és indiai pávái is, melyekkel a kastélyparkban szabadon járva-kelve találkozhatunk.

## Érdekességek
- A felső szinteken nem vezették be az elektromos áramot és a fűtés is csak a középkori kandallókon át lehetséges.
- Különösen nagy becsben tartják azt a szobát, ahol Mária Terézia grazi látogatásakor aludt.
- Minden egyes festménynek és freskónak saját története van, melyet a helyi idegenvezető megoszt a látogatókkal.
- Kertjében gyönyörű pávákat láthatunk egész évben.

## Idegenforgalom
A palota nyugati sarkánál alakították ki a "Bolygók Kertjét", valamint a Lapidáriumot (római kőtár) és ezen az oldalon található a Régészeti Múzeum bejárata is. A császári pénzverési jogot szerzett Balthasar Eggenberger egykori szobáiban tekinthető meg az érmegyűjtemény. A Régi Képtárban mintegy öt évszázad remekművei kerültek kiállításra. 22 termet tölt meg a  kiállított 300 képzőművészeti alkotás, melynek zöme német nyelvterületen készült festmény. Az első teremben 13. században készült faragott Madonnák állnak, misztikus megvilágításban, majd a termek kronológiai sorrendben visznek minket végig a különböző történelmi és művészeti korszakokon, egészen a 18. századi rokokóig. 
A kastélyban angol és német nyelvű idegenvezetést tartanak.

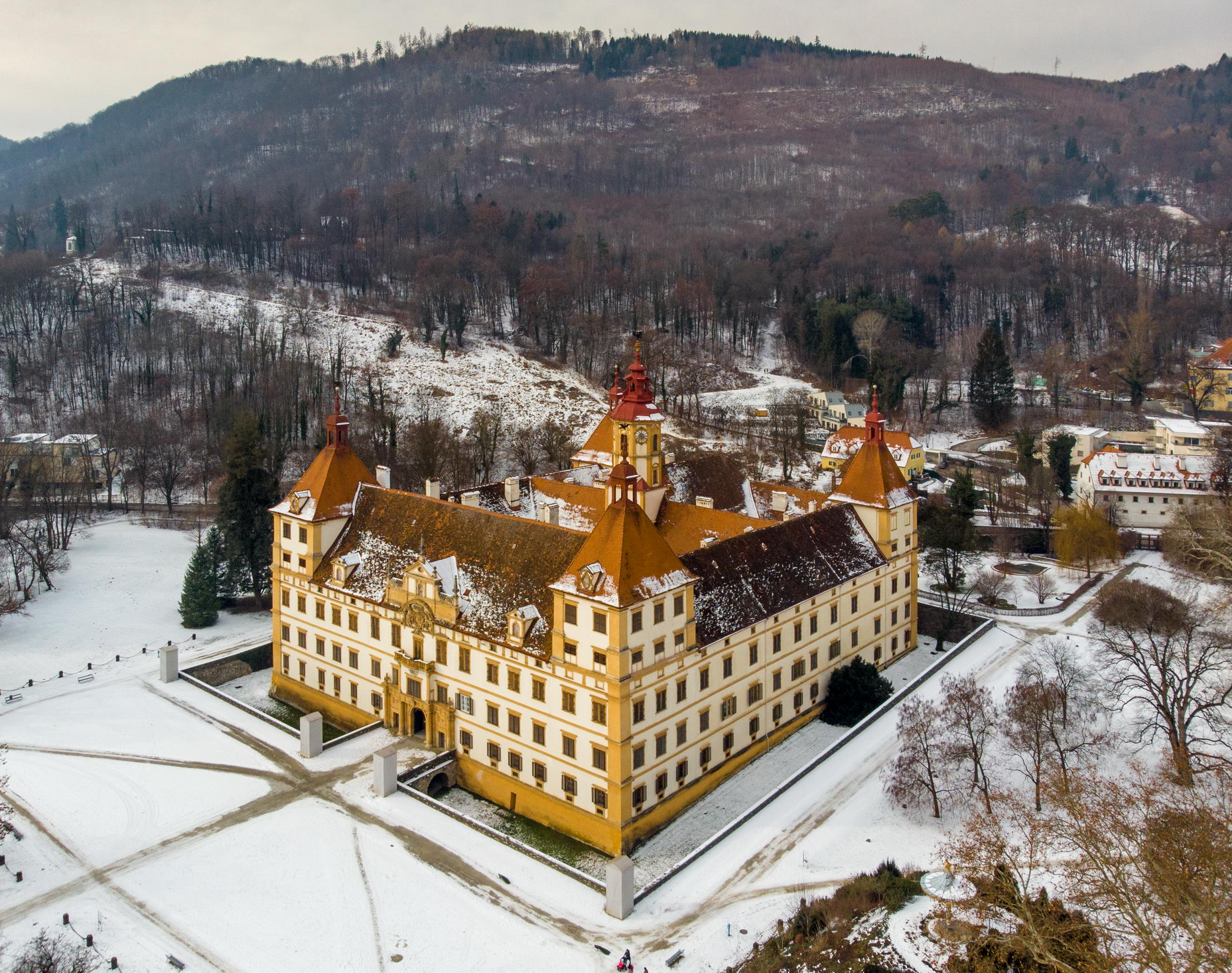
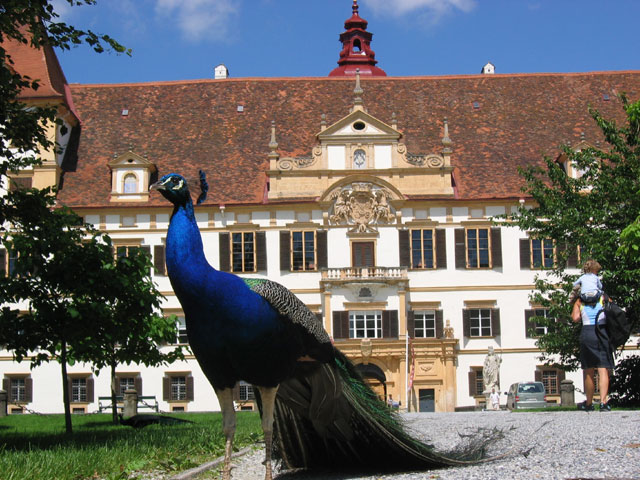
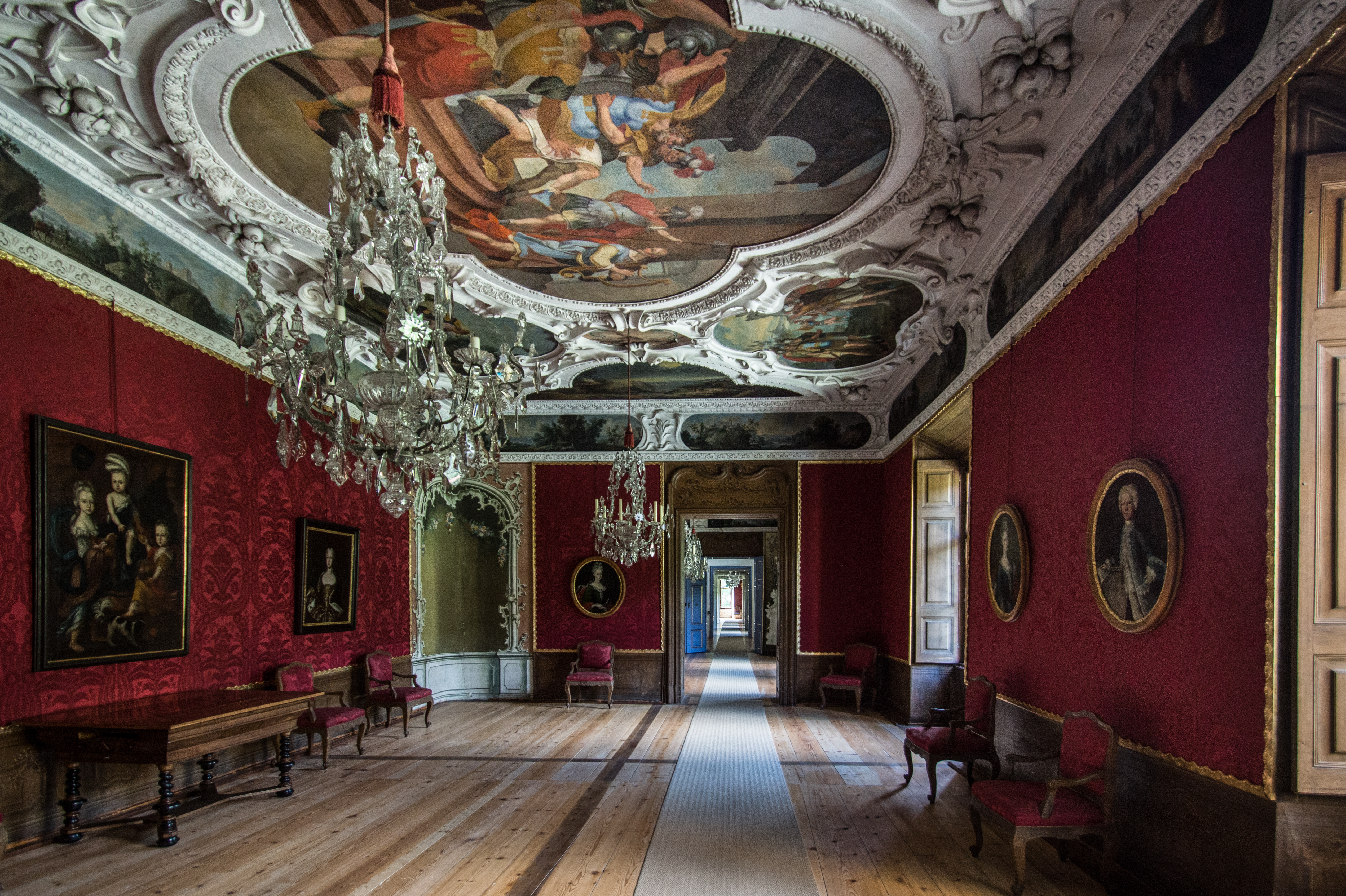
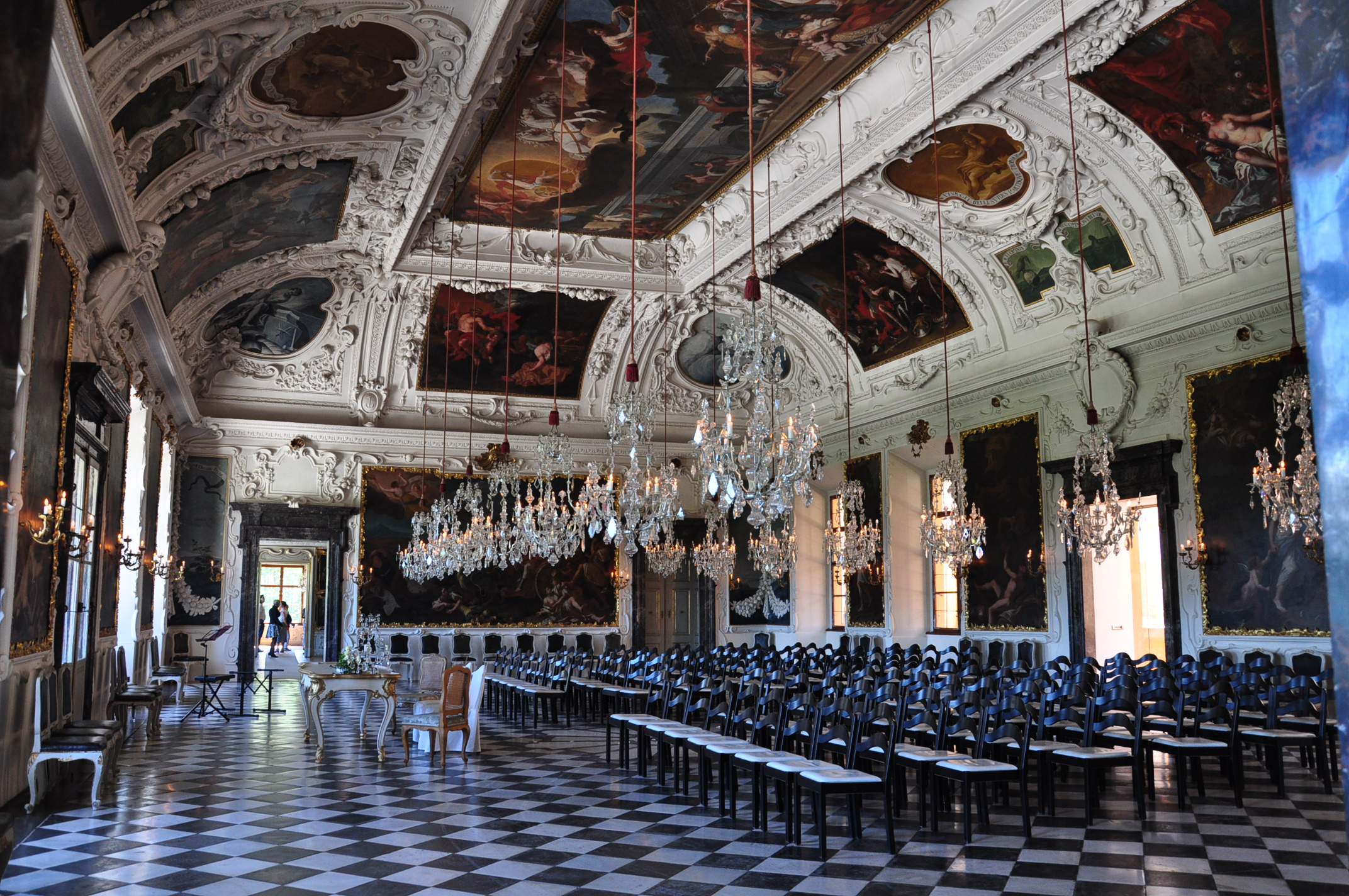
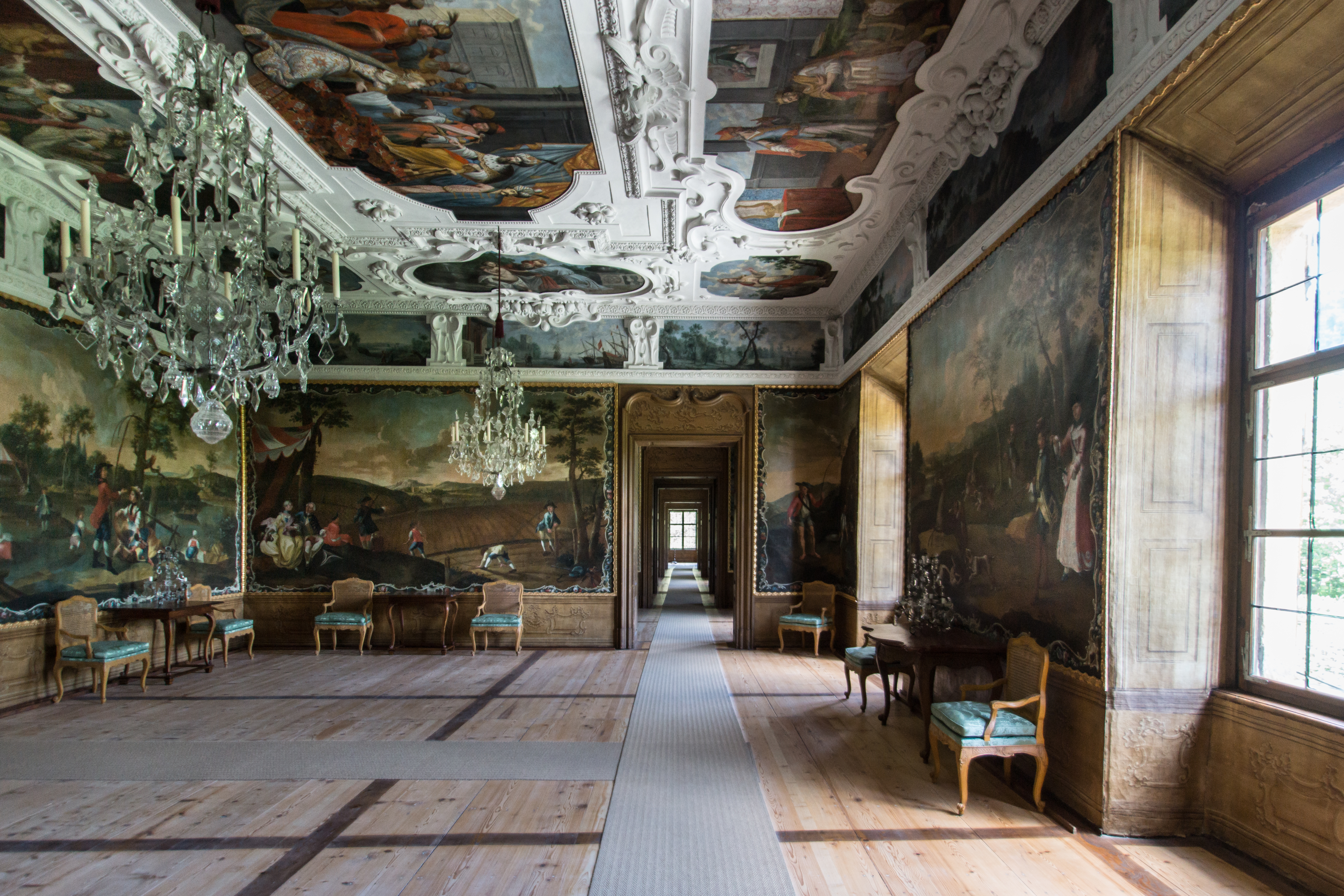
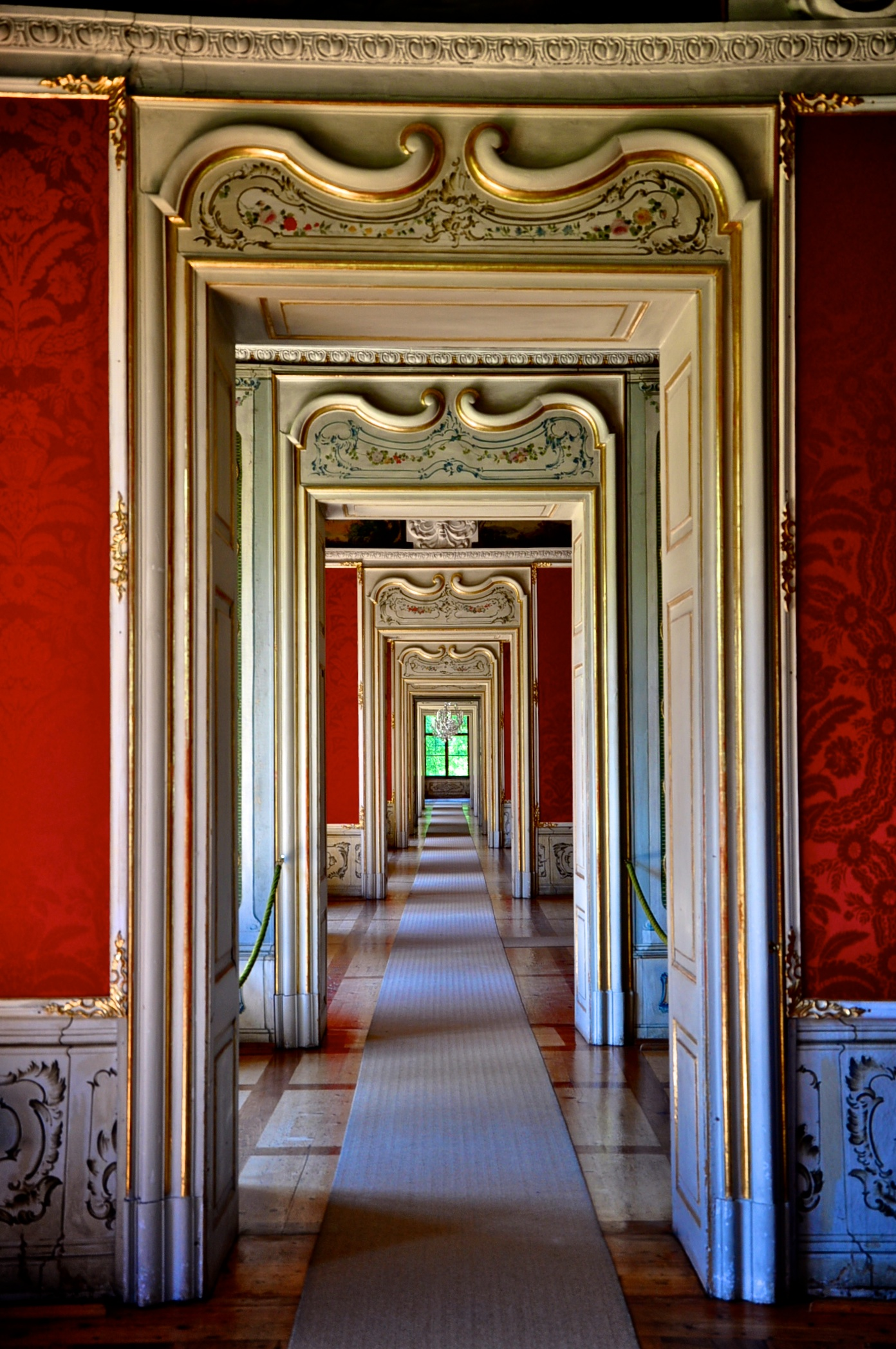
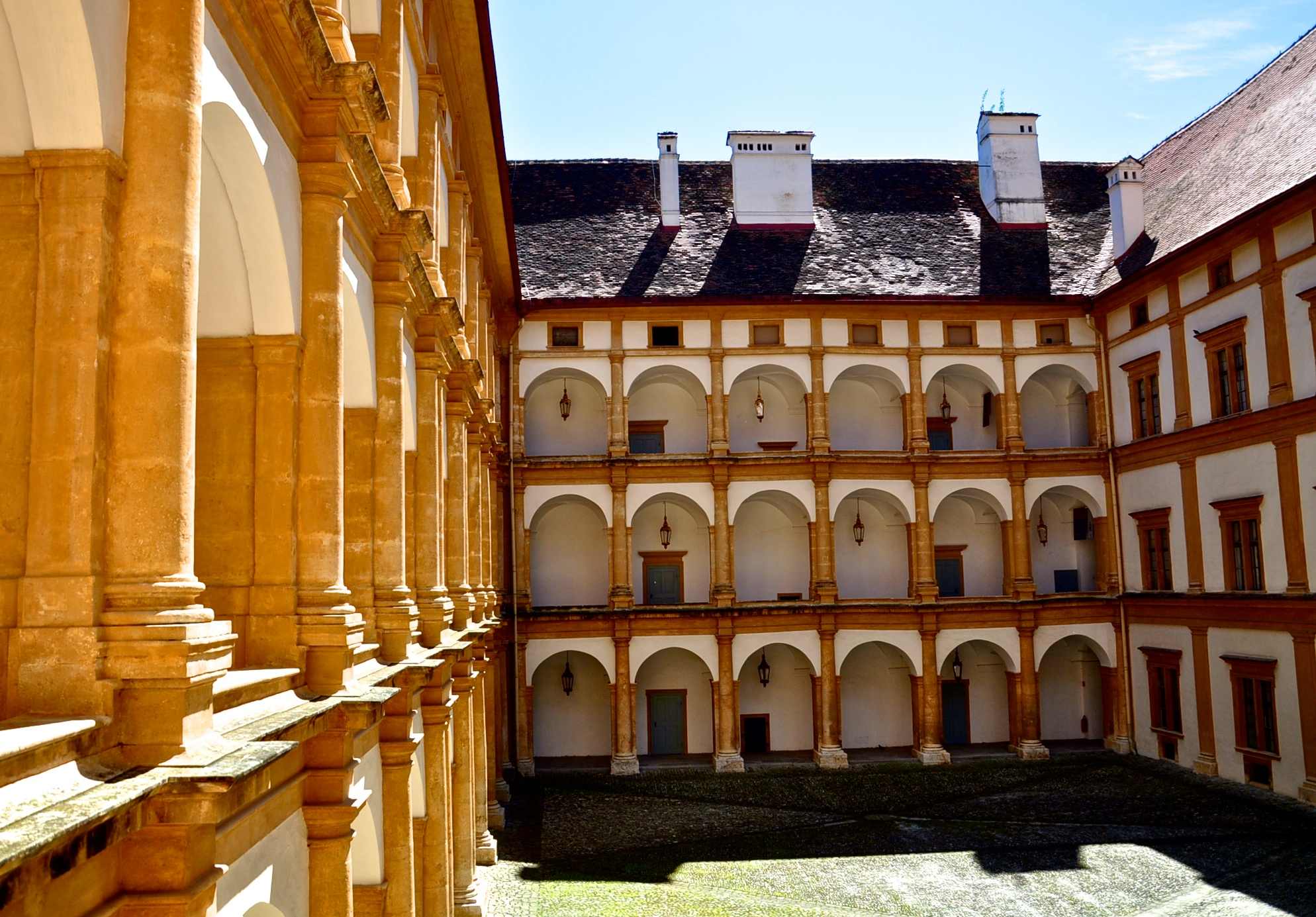

## Fordítás
Ez a szócikk részben vagy egészben  az   Eggenberg Palace, Graz című angol Wikipédia-szócikk fordításán alapul.  Az eredeti cikk szerkesztőit annak laptörténete sorolja fel. Ez a jelzés csupán a megfogalmazás eredetét és a szerzői jogokat jelzi, nem szolgál a cikkben szereplő információk forrásmegjelöléseként.